# آلی رایلی
آلی رایلی (انگلیسی: Ali Riley؛ زادهٔ ۳۰ اکتبر ۱۹۸۷) بازیکن فوتبال اهل نیوزیلند است.
از باشگاه‌هایی که در آن بازی کرده‌است می‌توان به وسترن نیویورک فلش، گلد پراید، باشگاه فوتبال روزنگرد، و باشگاه فوتبال زنان چلسی اشاره کرد.
وی همچنین در تیم‌های ملی فوتبال تیم ملی فوتبال زیر 20 سال زنان نیوزلند و زنان نیوزیلند بازی کرده‌است.